# Yendri
Yendri — немецкий соло-проект электронной музыки, созданный в 1997 году Ниной Кординг (нем. Nina Cording, родилась в ноябре 1977 года) и существующий по сей день. Yendri предпочитает называть своё творчество простой электронной музыкой, хотя по сути это очень экспериментальная электронная музыка. В дополнении к музыке, она занимается и другими искусствами: фотографией, рисованием, режиссурой и компьютерной графикой.
Yendri сама сочиняет музыку и тексты, оформляет альбомы, снимает видеоклипы, поддерживает веб-сайт. Yendri: «У меня есть собственная студия, я сама пишу тексты, пою и играю на всем сама, это щадит нервы и экономит много времени, поскольку нет необходимости спорить с другими о музыкальных тонкостях». Кроме того Yendri работала над оформлением работ L'Âme Immortelle.
Она также делала и делает ремиксы для групп L'Âme Immortelle, Goteki, Aiboforcen, Cesium137, Wumpscut, Perfidious Words и др.

## Дискография
- 1999 — Inhaliere Meine Seele Und Stirb
- 2000 — Breakdown Of Reality
- 2002 — Survive the Cold Eternity (под псевдонимом Lillith)
- 2002 — Dangerous Thought
- 2003 — Fluch Und Segen
- 2006 — Playdoll
- 2007 — Malfunction
- 2008 — Dreams Of An Undead Girl
- 2009 — Broken World
- 2010 — Destination Oblivion
- 2011 — Bitter

## Интересные факты
- Спорным является вопрос пола человека, который скрывается за именем Yendri. Часть людей убеждена, что это мужчина. Часть убеждена в обратном. Визуальным образом для представления своих музыкальных работ выбран женский.